# ساری هیلز، نیو ساوت ولز
ساری هیلز (به انگلیسی: Surry Hills) یک حومه شهر در استرالیا است که در نیو ساوت ولز واقع شده‌است.